# Ulica Karowa w Warszawie

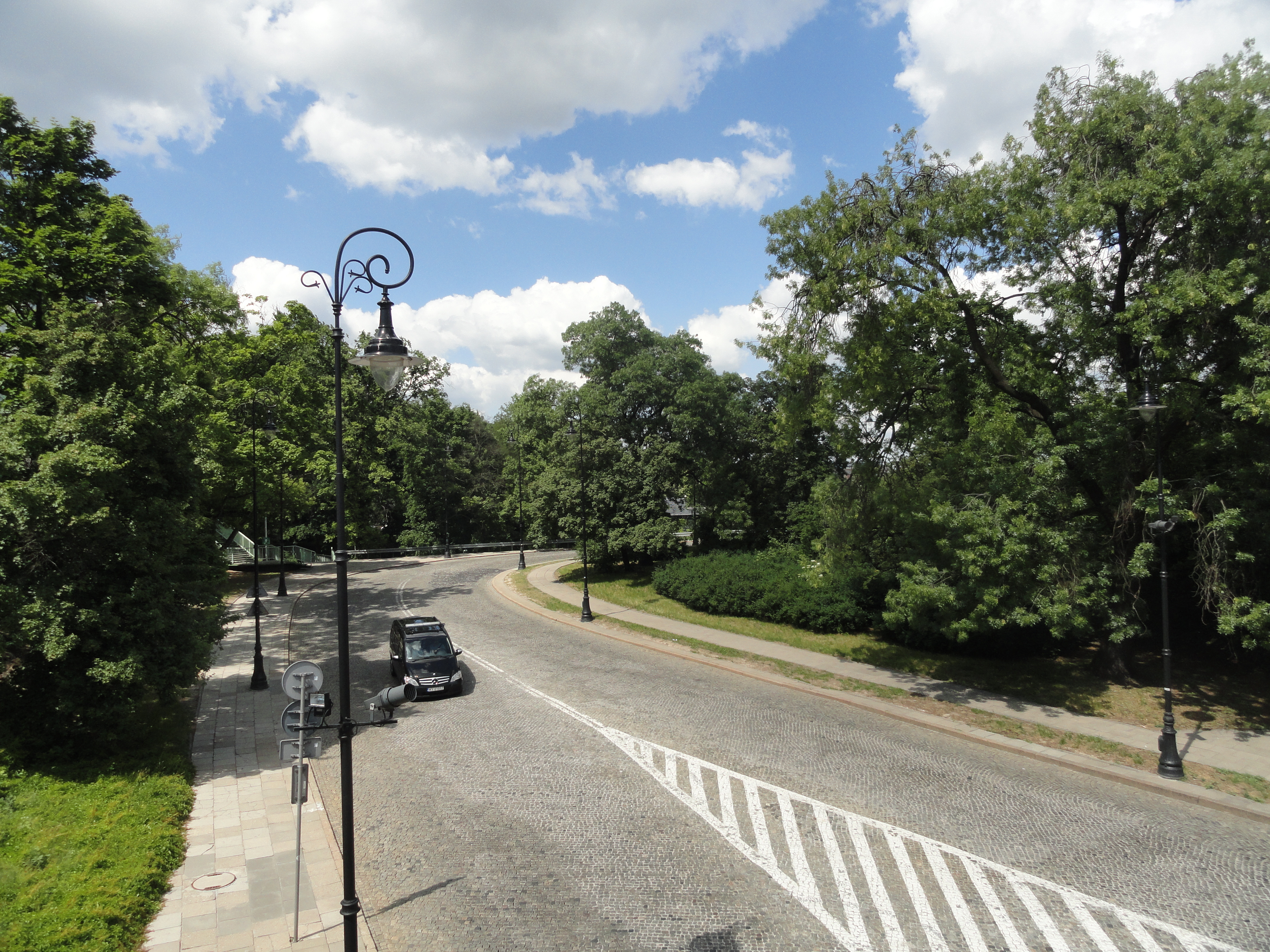
Środkowy odcinek ulicy

Ulica Karowa – ulica w dzielnicy Śródmieście w Warszawie.
Na całej długości posiada kategorię drogi powiatowej.

## Nazwa
Nazwa pochodzi od znajdujących się przy ulicy prowizorycznej zajezdni taboru i stajni Magazynu Karowego (przedsiębiorstwa utworzonego w XVIII wieku przez marszałka wielkiego koronnego Franciszka Bielińskiego do wywożenia z ulic śmieci, błota i gnoju; jego nazwa pochodzi z kolei od kary – wozu do wywożenia śmieci).

## Historia
Pod koniec XIX wieku ulica stanowiła jedno z niewielu połączeń pomiędzy górną częścią Warszawy a Powiślem.
Po wybudowaniu w latach 1851–1855 wodociągu Marconiego w bramie wzniesionej u wylotu ul. Karowej na ul. Krakowskie Przedmieście uruchomiono dwa zdroje uliczne, a nad bramą umieszczono rzeźbę Syreny.
Na łamach grudniowego wydania „Tygodnika Ilustrowanego” z 1885 ukazał się ambitny projekt zagospodarowania Karowej. Zaczęto od wyburzenia bramy Marconiego, poszerzenia i skanalizowania Karowej. Potem wykupiono teren od klasztoru Wizytek. W 1900 ruszyła budowa spiralnego zjazdu. Po czterech latach żelbetowy wiadukt połączył skarpę warszawską ze specjalnym nasypem.
W 1935 rozpoczęto prace nad projektem nowego mostu drogowego im. marsz. Józefa Piłsudskiego na osi ulicy. Budowa dwupoziomowej przeprawy na kamiennych filarach miała rozpocząć się w 1941. 
Zabudowa ulicy ucierpiała w czasie obrony Warszawy we wrześniu 1939.
W lutym 1945 (pod koniec II wojny światowej) u wylotu ulicy saperzy Armii Czerwonej oddali do eksploatacji most wysokowodny na Wiśle.
Na osi ulicy oraz ulicy Stefana Okrzei (na Pradze-Północ) w latach 2022–2024 została zbudowana kładka na Wiśle.

## Ważniejsze obiekty
- Szpital Kliniczny im. ks. Anny Mazowieckiej (nr 2)
- Budynek Biura Bezpieczeństwa Narodowego z Lądowiskiem Sokół (nr 10)
- Wiadukt im. Stanisława Markiewicza
- Kamienica pod nr 14/16, której mieszkańcami byli m.in. artyści: Jan Cybis, Jan Marcin Szancer, Wojciech Żukrowski
- Wydział Socjologii Uniwersytetu Warszawskiego (nr 18)
- Gmach Banku Cukrownictwa, siedziba Domu Spotkań z Historią (nr 20)
- Gmach Warszawskiego Towarzystwa Higienicznego (nr 31)
- Hotel Bristol